# Amanita ocreata
Amanita ocreata (Peck, 1909) è un fungo basidiomicete altamente velenoso del genere Amanita. Presente soprattutto nel Nord-ovest Pacifico e nella Provincia Floristica della California, A. ocreata tende a creare micorrize con alberi del genere Quercus. Il grande carpoforo del fungo si sviluppa generalmente in primavera; il cappello può essere bianco o lievemente ocraceo e spesso diviene lievemente marrone al centro, mentre il gambo, l'anello, le lamelle e la volva sono sempre di colore bianco.
Amanita ocreata è simile a molte specie comunemente consumate dagli esseri umani; ciò aumenta il rischio di avvelenamento. I carpofori maturi di A. ocreata possono essere confusi con quelli di Amanita velosa, di Amanita calyptroderma o di Volvopluteus gloiocephalus, mentre gli esemplari immaturi possono essere confusi con corpi fruttiferi del genere Agaricus (come A. arvensis e A. campestris) o del genere Lycoperdon. Caratterizzata da una tossicità simile a quella di Amanita phalloides, Amanita verna, Amanita virosa e Amanita bisporigera, è un fungo potenzialmente letale e responsabile di diverse intossicazioni in California. La sua principale tossina, l'α-amanitina, danneggia il fegato e i reni compromettendone severamente la funzionalità; non si conosce un antidoto specifico all'amanitina, anche se l'impiego di silibinina e di N-acetilcisteina sembra possa essere utile. I sintomi iniziali sono di tipo gastrointestinale e includono coliche addominali, diarrea e vomito; essi scompaiono temporaneamente dopo 2-3 giorni, per poi ricomparire accompagnati da segni di danneggiamento epatico e renale: ittero, delirium, crisi epilettiche e coma, il quale può sopraggiungere per insufficienza epatica acuta dopo 6-16 giorni dall'ingestione del fungo.

## Etimologia
Il nome scientifico A. ocreata deriva dal latino ocrěātus, che significa "che indossa schiniere", in riferimento alla sua volva rigonfia ed elastica.

## Descrizione
A. ocreata è in genere più grande delle altre amanite velenose volgarmente dette "angeli distruttori". Inizialmente i corpi fruttiferi appaiono bianchi, a forma di uovo, ricoperti interamente da un velo. Quando cresce, il fungo rompe il velo superiormente, nonostante talvolta si trovino frammenti di velo anche sul cappello di esemplari adulti.
Il cappello è convesso, inizialmente emisferico, poi gradualmente più piatto, con forma talvolta irregolare e dall'aspetto lievemente ondulato. Le sue dimensioni variano dai 5 ai 15 cm. Il suo colore è in genere bianco-giallastro, con eventuali sfumature ocra e una tonalità vagamente marrone verso il centro; in rari casi presenta sfumature rosacee. A eccezione della superficie superiore del cappello, il fungo è interamente bianco.
Le lamelle, molto affollate, possono essere libere oppure adnate. Il gambo può essere alto dai 6 ai 20 cm e avere uno spessore compreso tra 1 e 3 cm; attorno ad esso è presente un sottile anello bianco membranoso, anche negli esemplari più vecchi. La volva è sottile, soffice e a forma di guaina; può essere molto estesa ed avvolgere quasi la metà del gambo
La sporata di A. ocreata è bianca. All'esame microscopico, le spore del fungo appaiono ovoidali, simil-ellissoidali, lunghe 9-14 e larghe 7-10 micron; essere sono amiloidi, cioè reagiscono positivamente alla soluzione di Melzer.
Normalmente questo fungo è inodore, tuttavia alcuni corpi fruttiferi possono avere un lieve odore di disinfettante o di cloro. Come nel caso di altre amanite altamente velenose, la carne vira al giallastro se viene fatta reagire con una soluzione a base di idrossido di potassio.

## Distribuzione e habitat
A. ocreata fruttifica tra gennaio e aprile (alcuni mesi dopo la crescita di molte altre amanite). Si trova nelle foreste miste decidue della costa pacifica dell'America settentrionale, dallo Stato di Washington fino alla Bassa California, passando per la California statunitense. È stata segnalata anche sull'isola di Vancouver, nella Columbia Britannica, ma la sua presenza in quell'area non è mai stata confermata. Tende ad associarsi per mezzo di ectomicorrize a piante angiosperme come Quercus agrifolia e - negli Stati dell'Oregon e di Washington - la quercia di Garry (Quercus garryana), così come piante del genere Corylus (i noccioli).

## Commestibilità
Amanita ocreata è fortemente velenosa ed è stata responsabile di avvelenamenti da funghi nell'America settentrionale occidentale, in particolare in primavera. Contiene amatossine molto potenti, così come fallotossine, una caratteristica condivisa con Amanita phalloides, specie con la quale è strettamente imparentata da un punto di vista filogenetico e della quale mezzo esemplare può essere sufficiente a uccidere un essere umano. Potrebbe trattarsi dell'amanita più velenosa del Nordamerica, in quanto la maggior parte delle persone che comsuma A. ocreata riporta danni organici permanenti e circa il 40% muore. In California sono state riportate intossicazioni da A. ocreata anche nei cani, con esito letale.
Le tossine contenute nel fungo inibiscono l'attività delle RNA polimerasi II, enzimi fondamentali per la sintesi dell'RNA messaggero (mRNA), dei microRNA e dei piccoli RNA nucleari (snRNA, small nuclear RNA). Senza l'RNA messaggero, la sintesi proteica si blocca, conseguentemente si arrestano i processi metabolici della cellula, la quale va incontro alla morte. Il fegato è l'organo che riporta i danni maggiori, essendo il primo organo a ricevere il cibo assorbito nel tubo digerente, ma anche i reni sono suscettibili a questo tipo di tossine.
Per quanto le fallotossine (famiglia che comprende almeno sette diversi composti chimici) siano altamente tossiche per gli epatociti, il loro ruolo nell'avvelenamento epatico da A. ocreata e da altre amanite parimenti velenose sembra marginale, poiché l'assorbimento intestinale di queste tossine è limitato. Una specifica fallotossina, la falloidina, è presente (seppure in quantità modeste) anche in Amanita rubescens, fungo commestibile e gastronomicamente apprezzato.

## Avvelenamento
I segni e sintomi dell'avvelenamento da A. ocreata sono inizialmente di natura gastrointestinale e comprendono coliche addominali, con diarrea acquosa e vomito che possono portare a disidratazione e, nei casi più gravi, a ipotensione, tachicardia, ipoglicemia e ad alterazioni dell'equilibrio acido-base dell'organismo. Questa sintomatologia iniziale si risolve in due o tre giorni dall'ingestione del fungo; è però di solito seguita dall'insorgenza di un quadro clinico più grave, indicativo di un'intossicazione a carico del fegato: esso consiste in ittero, diarrea, delirium, crisi epilettiche di tipo convulsivo-mioclonico e coma; quest'ultimo è causato dall'insufficienza epatica acuta che insorge per via dell'encefalopatia epatica causata dall'accumulo nel sangue di sostanze di scarto, normalmente elaborate e rimosse dal fegato; questa compromissione della funzionalità epatica è dovuta alla necrosi massiva degli epatociti. Durante questa fase possono comparire insufficienza renale acuta (secondaria a epatite grave o causata dall'intossicazione renale diretta) e alterazioni dei processi di coagulazione del sangue. Oltre all'epatopatia e all'insufficienza renale, tra le possibili complicanze potenzialmente fatali si rilevano anche l'aumento della pressione intracranica (con conseguente rischio di emorragie cerebrali), lo shock settico, la pancreatite e l'arresto cardiaco. L'eventuale decesso avviene generalmente tra i sei e i sedici giorni dopo l'ingestione del fungo.

### Trattamento
L'ingestione di A. ocreata rappresenta un'emergenza medica che richiede il ricovero in ospedale. Il trattamento preliminare, utile solo se il fungo è stato ingerito da poche ore, prevede la decontaminazione dello stomaco per mezzo di una lavanda gastrica o della somministrazione di carbone attivo. gastrica con carbone attivo o lavanda gastrica. Ci si avvale inoltre di terapie di supporto per curare la disidratazione conseguente dalla perdita di liquidi dovuta alle manifestazioni emetiche e diarroiche e per correggere l'acidosi metabolica, l'ipoglicemia, gli squilibri elettrolitici e i possibili disturbi della coagulazione sviluppatisi.
Non esiste un antidoto specifico per le amatossine coinvolte nella sindrome falloidea, ma un trattamento a base di penicillina G somministrata per via intravenosa sembra aumentare le probabilità di sopravvivenza dei soggetti intossicati. Ci sono inoltre evidenze cliniche dell'utilità della silibinina (che prende il nome dal Silybum marianum, pianta erbacea da cui è estratta), anch'essa da somministrare per via endovenosa; essa può ridurre l'effetto delle amatossine riducendone l'uptake da parte degli epatociti, prevenendo in tal modo la progressione della distruzione del tessuto epatico. In caso di insufficienza epatica acuta, il trapianto di fegato risulta spesso l'unica opzione per salvare la vita al paziente; esso rappresenta la misura terapeutica di elezione, quando disponibile, in caso di avvelenamento di tipo falloideo, tuttavia non è esente da complicazioni anche gravi e da una mortalità non trascurabile. Sebbene i tassi di sopravvivenza siano migliorati con le moderne cure mediche, sembra che nei pazienti con avvelenamento da moderato a grave e che non sono sottoposti a trapianto di fegato, circa la metà di coloro che sopravvivono riportano danni epatici permanenti. Tuttavia, in uno studio clinico effettuato con modalità di follow-up è stato riportato che la maggior parte dei sopravvissuti, opportunamente curati entro 36 ore dall'ingestione del fungo, è guarita senza sequele.